# Pachynolophus
Pachynolophus is een geslacht van uitgestorven perissodactyle zoogdieren, mogelijk behorend tot de familie Palaeotheriidae. Het leefde in het Vroeg - Laat-Eoceen (ongeveer 52 - 35 miljoen jaar geleden) en zijn fossiele overblijfselen zijn gevonden in Europa.

## Naamgeving
Het geslacht Pachynolophus werd voor het eerst beschreven door Pomel in 1847, op basis van fossielen gevonden in het Pass en Nanterre-gebied in het Ile de France (Frankrijk), daterend uit het Midden-Eoceen. De typesoort is Pachynolophus duvali. Vervolgens zijn tal van andere soorten aan dit geslacht toegeschreven, allemaal afkomstig uit verschillende Europese locaties van het Eoceen. De oudste is Pachynolophus eulaliensis, afkomstig uit Sainte-Eulalie (Zuid-Frankrijk) en dateert uit het lagere Eoceen. Pachynolophus boixedatensis, Pachynolophus ruscassierensis, Pachynolophus livinierensis en Pachynolophus cesserasicus dateren uit het Midden-Eoceen, terwijl tijdens het Laat-Eoceen Pachynolophus lavocati, Pachynolophus garimondi en Pachynolophus zambranensis leefden.

## Beschrijving
Pachynolophus was klein van formaat en was meestal niet hoger dan vijftig centimeter bij de schoft. Het uiterlijk moest waarschijnlijk doen denken aan dat van de huidige duikers, kleine antilopen met een vaag gewelfd profiel, al moest het lichaam robuuster zijn. De schedel- en gebitskenmerken van Pachynolophus waren vrij basaal en leken op die van andere archaïsche perissodactylen als Hallensia en Propachynolophus. Pachynolophus miste het preglenoïde uitsteeksel dat kenmerkend is voor latere palaeotheriiden, en de orbitale foramina waren nog niet gepositioneerd op de kenmerkende manier van paardachtigen. Pachynolophus bezat echter enkele afgeleide kenmerken, zoals diepe groeven die de kruisbanden huisvestten, een duidelijke adductorknobbel op het distale dijbeen en een J-vormig sustentaculair facet op het sprongbeen. Andere kenmerken herinneren aan de Ceratomorpha, zoals de vorm van de glenoïde fossa; het bovenste deel van het dijbeen daarentegen herinnert aan dat van de Calicoterae en de Lophiodontidea. Het gebit van Pachynolophus was brachidont, met laaggekroonde tanden.

## Fylogenie
Pachynolophus is vanwege zijn gemengde kenmerken op verschillende manieren ingedeeld bij de archaïsche perissodactylen: sommigen hebben het geclassificeerd als een basaal lid van de Equidae, anderen als een palaeotheriide, weer anderen als een vertegenwoordiger van een familie op zich (Pachynolophidae). De huidige consensus heeft de neiging om het te beschouwen als verwant aan echte palaeotheriiden, of misschien een afwijkend lid daarvan. De opmerkelijke levensduur van dit geslacht is echter ongebruikelijk voor een vorm met dergelijke basale kenmerken, aangezien in de loop van het Eoceen tal van andere perissodactylen zich aanzienlijk specialiseerden in verschillende morfologieën.